# آیلین (رمان)
آیلین کتاب رمانی است که توسط آتوسا مشفق نوشته شده‌است و در سال ۲۰۱۶ انتشارات پنگوئن پرس آن را منتشر کرد. این اولین رمان مشفق است.
در سپتامبر ۲۰۱۶، این کتاب در فهرست جایزه ادبی من بوکر ۲۰۱۶ قرار گرفت.

## جوایز
- جایزه ادبی من بوکر ۲۰۱۶، فهرست کوتاه.[۴]
- ۲۰۱۶ بنیاد همینگوی / جایزه PEN